# أنتوني ستيل
أنتوني ميتلاند ستيل (21 مايو 1920 - 21 مارس 2001) هو ممثل ومغني بريطاني ظهر في أفلام مثل الحصان الخشبي، والخيمة السوداء والتي تدور احداثها عن الحرب البريطانية في الخمسينيات من القرن الماضي.